# Krakhultabäckens naturreservat
Krakhultabäcken är ett naturreservat i Jönköpings kommun i Småland.
Reservatet är skyddat sedan 2013 och är 9 hektar stort. Området ligger 10 km sydväst om Mulseryds kyrka.
Krakhultabäcken mynnar ut i Nissan och utgör en viktig reproduktionslokal för öringen. Andra fiskarter såsom lake, elritsa, gädda, bäcknejonöga och bergsimpa har också noterats i området. Kring bäcken utgörs skogen av barrblandskog med inslag av lövträd.
Naturreservatet är en del i stiftsreservatet Spaafors. Där finns vandringsleder i omgivande skogar och utmed Nissan. Spaafors är en kulturhistorisk gammal bygd i ett varierat och kuperat landskap. 